# 軟墊病室

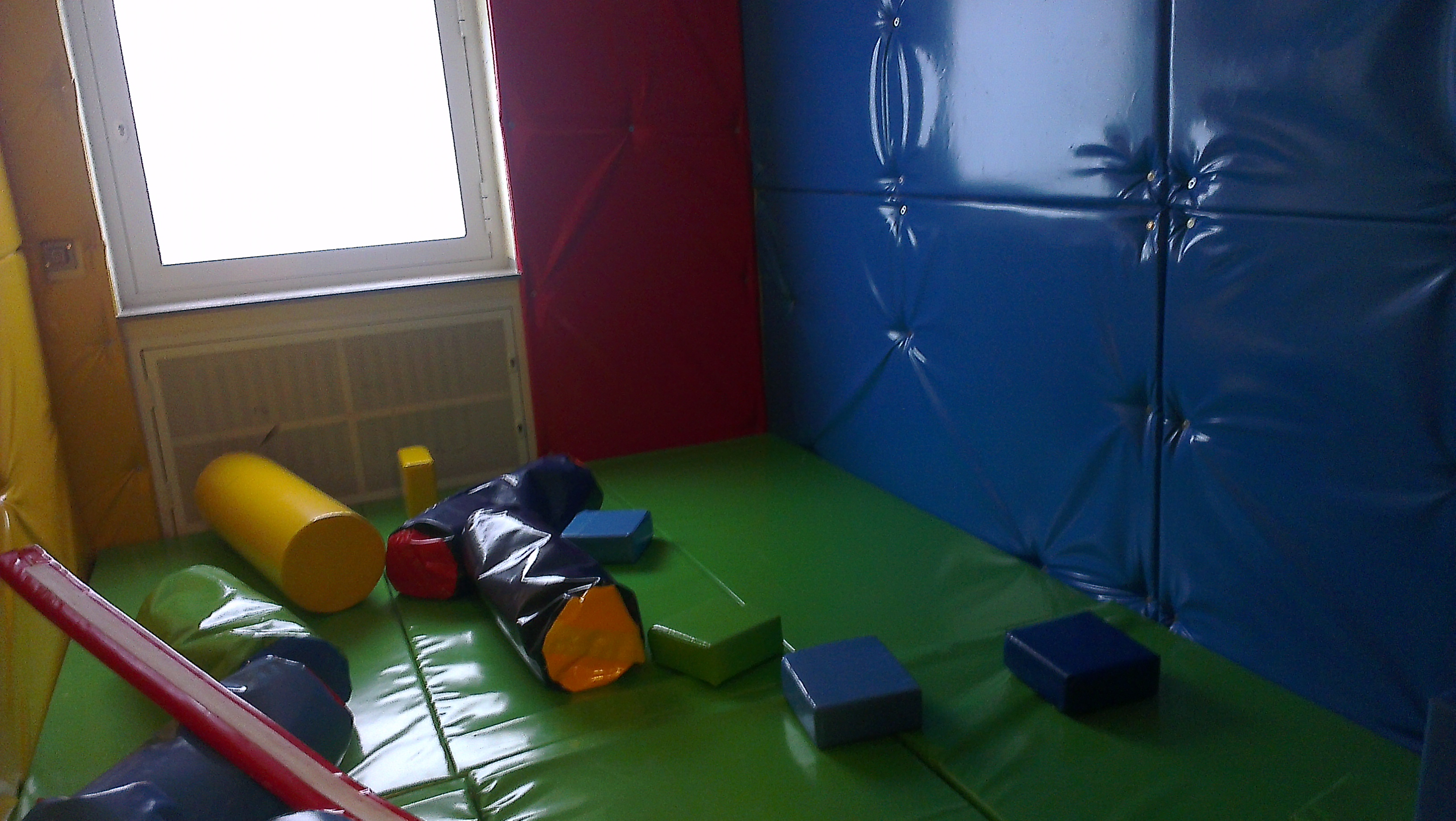
圖為德國某家精神病院的軟墊病室。

軟墊病室或稱個人安全病房，牆面地面都用減震軟墊覆蓋，用來避免病人用頭(或身體其他部位)撞牆，大多數情況下，會被送進來的人都是非自願進來的。
軟墊病室，口語上有時會被稱作橡膠房、隔離房、休息房、或冷靜房.

## 敘述
大部分的軟墊病室大小等同單人房，2.4公尺寬、3公尺長，專為短期且單人居住所設計，牆面及地板的軟墊通常有10公分厚，牆面的軟墊內通常是軟木塞屑裝成的袋子，外層用強韌的帆布或皮革包覆，而病室的門普遍是硬木或用鐵加固的木頭，門的內側也是用軟墊覆蓋，門上通常有觀察孔供巡檢人員監督，不影響病人起居，門內無把手或門把，基本上還會加裝只能從外部開啟的大鎖。

## 使用
病人住進軟墊病室的時間長短不一，有時候可能會待數天，甚至強迫穿上約束衣以免病人自傷。
大约在1950年，軟墊病室和約束衣跟隨著精神病藥的使用一起出現，軟墊病室目前仍廣泛的被使用，主要是能提供安全的環境給病人和醫療人員，避免院內發生工作相關的傷害。
在英國韋克菲爾德的博物館(Stephen Beaumont Museum, Fieldhead Hospital)展有重建的軟墊病室。